# Bang Khae
Bang Khae é um dos 50 distritos de Banguecoque, na Tailândia, situado à oeste do Rio Chao Phraya. Conta com uma população de 193 478 habitantes (2009).